# 平福穂庵
平福 穂庵（ひらふく すいあん、1844年11月27日（天保15年10月18日） - 1890年（明治23年）12月11日）は、日本の幕末から明治時代前期に活動した日本画家。同じく画家の平福百穂の父。名は芸（うん）、通称は順蔵。別号に文池。

## 伝記
羽後国角館横町（現在の秋田県仙北市）で、父・平福太治右衛門（徳蔵）と母・キクの一人息子として生まれる。平福家は元々米や乾物を扱う商人だったが、父の代で染物屋に転向した。太治右衛門は文浪の画号を持つ郷土画家でもあり、祭りの人形や押絵なども手掛け、今も郷土にその作品が残っている。穂庵は初めは地元の絵師で父も入門していた武村文海に円山四条派の絵を学び、地元秋田の四条派絵師・長山孔寅の絵手本で自習する。また、角館出身の久保田藩儒・森田珉岑に見出され久保田の私塾で学んでいる。万延元年（1860年）から6年間京に遊学するも、師につかず古画の模写や風景写生する。師につかなかった理由は不明だが、早熟の穂庵にとって満足な師がいなかったとも、実家からの仕送りが潤沢で師の世話になる必要がなかったからとも言われる。しかし、当時京都で勢いのあった鈴木百年とは親交を結び、師につかなかったのもほぼ独学で画を学んだ百年の姿勢に倣ったとも考えられる。慶応2年（1866年）京都の政情不安から帰郷。襖や屏風など大作の依頼が相次ぎ、人気の高さが窺える。しかし穂庵はこれに飽き足らず、明治5年（1872年）春に角館の商家・堺清兵衛と共に北海道浦河や函館へ旅行する。翌年の11月にも函館滞在が確認でき、明治14年から16年まで実業家・瀬川安五郎からの仕事も兼ねて函館に居住し、地域の文人たちと交流した。函館では平沢屏山から影響を受け、以後アイヌ絵も得意な画題としている。
明治13年（1880年）第3回秋田県勧業博覧会で《乞食図》が一等賞、明治15年（1882年）第1回内国絵画共進会に《乞食図》で褒状。《乞食図》は翌年6月龍池会の展覧会でも展示され、会の元老・柴田是真が「田舎にこれほどの絵かきが居ようと思わなかった」と慨嘆したという逸話が残っている。明治17年（1884年）第2回内国絵画共進会でも《北海道土人之図》で褒状。こうした評価を受けてか、同年の第2回パリ日本美術縦覧会にも龍池会の委嘱で《岩に鷲》を出品したという。明治18年（1885年）東洋絵画会の学術委員に選任され、同会に併設される東洋絵画共進会に協力するため上京。『絵画叢誌』絵画の部を荒木寛畝や川端玉章と共に担当し、硯友社の小説『文庫』や幸田露伴の『風流仏』の挿絵も手がけている。展覧会での活動は意外に目立たないが、松本楓湖、柴田是真、渡辺省亭、菅原白龍らと交流し、同時代の画家たちに作家として認められていった。こうして東京で画家として自立しかけて時に、病のため明治23年（1890年）帰郷。同年の第3回内国勧業博覧会で《乳虎図》が妙技二等賞の高評価を得たのを最後に、秋田で46歳の生涯を閉じた。法名は威徳院穂庵日順居士。菩提寺は角館の学法寺。

### 子孫・弟子
四男一女に恵まれたが、三男の健蔵は祖母の実家である平鹿郡横手四日町大和家の養子となる。四男が日本画家の平福百穂。弟子に寺崎広業、三森山静、辻九皐、竹村皇邨、西宮礼和、倉田松濤、岡田琴湖など。なお、末娘たつの子供は武道家・教育学者の富木謙治である。画風は四条派を基調としながらも、漢画や南画を加味し、北国で生まれた生い立ちや度々の遊歴で培った土俗的な力強さが感じられる。

## 作品
| 作品名             | 技法         | 形状・員数      | 寸法（縦x横cm）  | 所有者                           | 年代                 | 落款・印章                                            | 備考 |
| ------------------ | ------------ | --------------- | ---------------- | -------------------------------- | -------------------- | ----------------------------------------------------- | --- |
| 松林煎茗           | 絹本著色     | 1幅             | 128.7×41.0       | 仙北市立角館町平福記念美術館     | 1855年（安政元年）頃 |                                                       | |
| 京都十二景         | 紙本墨画淡彩 | 六曲一双押絵貼  |                  | 秋田県立近代美術館               | 1865年（慶応元年）   |                                                       | |
| 四条河原夕涼み     | 紙本墨画淡彩 | 六曲一隻        | 118.8×281.6      |                                  | 1870年（明治3年）    |                                                       | |
| 賀茂競馬図・嵐山図 | 紙本著色     | 襖表裏6面計12面 | 167.6×82.1（各） | 秋田県立近代美術館               | 1870年（明治3年）    |                                                       | |
| 阿仁鉱山稼業之図   | 紙本墨画淡彩 | 1巻             | 26.6×677.0       |                                  | 1875年（明治8年）頃  |                                                       | |
| 髑髏図             |              | 1幅             |                  | 仙北市立角館町平福記念美術館     | 1876年（明治9年）    |                                                       | |
| 蘭亭曲水           | 紙本著色     | 襖4面           | 166.0×83.5（各） |                                  | 1877年（明治10年）   |                                                       | |
| 乞食図             | 絹本墨画淡彩 | 1幅             | 166.2×84.1       | 秋田県立近代美術館               | 1880年（明治13年）   |                                                       | 共進会の褒状票が付属し1882年の第1回内国絵画共進会出品作だとわかる。絵のモデルは、角館の奇人・小田野弥六とされる。 |
| 乞食図             | 絹本墨画淡彩 | 1幅             | 151.8×72.5       | 秋田県立近代美術館               | 後期の作             |                                                       | |
| 仁王尊図           | 紙本著色     | 双幅            | 169.8×84.2       |                                  | 1881年（明治14年）   |                                                       | |
| 昆布干屏風         | 紙本墨画淡彩 | 二曲一隻        | 133.5×134.5      | 市立函館博物館                   | 1883年（明治16年）頃 |                                                       | |
| 松前アイヌ帰漁の図 | 絹本著色     | 1幅             | 127.0×57.2       | 仙北市立角館町平福記念美術館     | 1883年（明治16年）   |                                                       | |
| 韓世忠             | 紙本著色     | 六曲一隻        | 148.6×349.2      | 仙北市立角館町平福記念美術館寄託 | 1884年（明治17年）   |                                                       | |
| 乞食図             | 絹本著色     | 1幅             | 135.9×56.2       | 個人                             | 1885年（明治18年）頃 |                                                       | |
| 緑蔭清談           | 紙本墨画淡彩 | 1幅             | 159.8×79.2       | 秋田県立近代美術館               | 1886年（明治19年）   |                                                       | |
| 黄初平             | 絹本著色     | 1幅             | 128.4×50.8       | 秋田市立千秋美術館               | 1887年（明治20年）   |                                                       | 第1回東洋絵画共進会出品                                                                                           |
| 江口の君           | 絹本著色     | 1幅             | 122.0×54.8       | 秋田県立近代美術館               | 1887年（明治20年）頃 |                                                       | |
| 達磨越葱嶺         | 絹本淡彩     | 1幅             | 130.0×56.3       | 秋田県立近代美術館               | 1888年（明治21年）   | 款記「穂庵写」/「平順之印」白文方印・「穂庵」朱文方印 | 東洋絵画会常置展出品                                                                                              |
| 祐天上人霊夢       | 絹本著色     | 1幅             | 123.0×53.0       | 秋田県立近代美術館               | 1889年（明治22年）   |                                                       | |
| 日蓮入滅之図       | 絹本著色     | 1幅             | 86.4×120.0       | 秋田県立近代美術館               | 1889年（明治22年）   |                                                       | |
| 三吉大神々図       | 絹本著色     | 1幅             | 129.7×41.9       | 太平山三吉神社                   | 1890年（明治23年）   |                                                       | |
| 商山四皓           |              |                 |                  | 北海道立近代美術館               | 1890年（明治23年）   |                                                       | |
| 荒川鉱山真景之図   | 絹本著色     | 1幅             | 55.4×202.0       |                                  | 1890年（明治23年）   |                                                       | 第3回内国勧業博覧会出品。                                                                                         |
| 荒川鉱山鉱業之図   | 絹本著色     | 1幅             | 84.0×211.7       |                                  | 1890年（明治23年）   |                                                       | 第3回内国勧業博覧会出品。                                                                                         |
| 乳虎図             | 絹本著色     | 1幅             | 82.4×159.0       | 秋田県立近代美術館               | 1890年（明治23年）   |                                                       | 第3回内国勧業博覧会出品。秋田県指定文化財。                                                                       |
| 乳虎図             | 絹本著色     | 1幅             | 72.0×154.5       | 秋田市立千秋美術館               | 1890年（明治23年）   |                                                       | |